# 신트트라위던

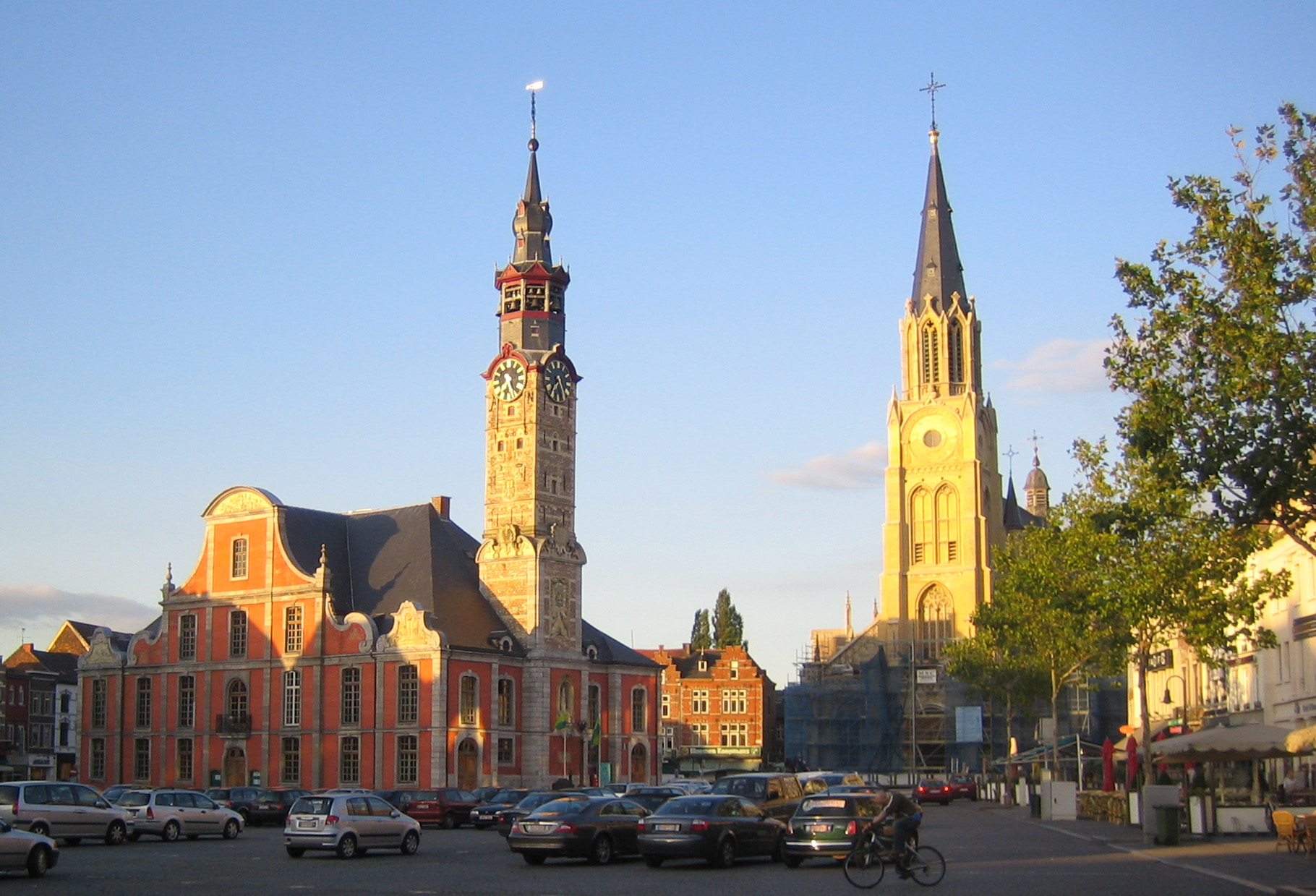
신트트라위던

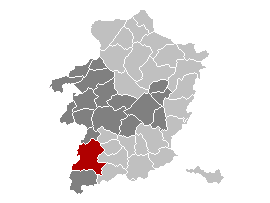
신트트라위던의 위치

신트트라위던(네덜란드어: Sint-Truiden)은 벨기에 플란데런 지역 림뷔르흐주에 위치한 도시로 면적은 106.90km2, 인구는 39,747명(2013년 1월 1일 기준), 인구 밀도는 370명/km2이다.

시기
시 문장